# Tranquillo Giustina
Tranquillo Giustina, noto anche con lo pseudonimo di Enrico Dirovi (Monfalcone, 4 giugno 1929 – Caderzone Terme, 2 agosto 2006), è stato uno scrittore e poeta italiano.

## Formazione
Nacque da Arturo e da Pierina, caderzonesi trasferitisi a Monfalcone, e nel 1948 prese il diploma per l'insegnamento da maestro elementare. Il primo incarico lo portò ad insegnare a Desulo, un piccolo paese dell'interno della Sardegna, dove apprese il dialetto per riuscire a svolgere la sua opera di educatore e lesse i libri di Grazia Deledda. Dopo aver svolto la sua opera di insegnante anche in altri paesi, si trasferì a Caderzone Terme, luogo di origine della sua famiglia, rinunciando al richiesto spostamento a Longarone, che proprio in quell'anno fu distrutta dal disastro del Vajont.
Il fatto lo colpì profondamente e lo convinse dell'ineluttabilità del destino, facendolo accostare ai romanzi di Novalis (in particolare il romanzo incompiuto di Enrico di Ofterdingen, pubblicato postumo nel 1802).

## Le opere
Iniziò a scrivere intorno alla prima metà degli anni sessanta, nascondendosi dietro lo pseudonimo di Enrico Dirovi (Enrico in omaggio al protagonista del romanzo incompiuto del Novalis e "Dirovi" in quanto si sentiva come se si trovasse in un cespuglio di rovi, per il contrasto tra ideali di bellezza e il mondo reale). Le prime opere furono pubblicate a Siena (casa editrice Maia).
Negli anni settanta entrò in contatto con la poesia di Giulio Arcangioli e si occupò  di farlo conoscere al grande pubblico.

## L'opera
La sua opera poetica si è ispirata alle opere di Novalis e di Arcangioli, con un tema principale costituito dalla contrapposizione tra l'anima fanciullesca, ritenuta riposta in ogni essere umano, e la realtà, con la fatica del raggiungimento e la difficoltà di accordare le proprie sensazioni a quelle di altri. I titoli delle poesie sono sintetici e ricchi di sentimentalismo.
Negli anni settanta si occupò inoltre di ricerche e studi di storia locale, e in questo campo iniziò a firmare i testi con il proprio nome anziché con uno pseudonimo. Progressivamente iniziò a firmare con il proprio nome anche articoli di critica, poesie e romanzi. La sua attività letteraria aumentò in coincidenza con il pensionamento negli anni novanta, dopo quarantaquattro anni di attività didattica. Il comune di Caderzone gli attribuì nel 1993 il riconoscimento denominato "Il Filò di San Biagio" e nel 1998 ricevette dalla "Società degli alpinisti tridentini, il proprio "premio della montagna", nella categoria storico-scientifica e sociale, in particolare per il recupero dell'opera di Nepomuceno Bolognini, tra i fondatori della Società, e dell'alpinista ed esploratore Douglas William Freshfield (Italian Alps e From Thonon to Trente).
Fu socio e collaboratore del "Centro studi Judicaria" di Tione e del "Gruppo storico culturale il Chiese" e collaboratore a diverse riviste locali (Judicaria, Campane di Rendena, Il Garzonè, Rendena).